# Vincenzo Foggini
Vincenzo Foggini (Firenze, 1692 – 1755) è stato uno scultore italiano.
Figlio del noto scultore tardo barocco fiorentino Giovan Battista Foggini, la sua prima opera documentata, una terracotta per il conservatorio delle Montalve a Villa La Quiete (Firenze), risale al 1728. In Santa Croce è conservata una sua statua dell'Astronomia sulla tomba di Galileo Galilei.
Il suo capolavoro può essere considerato la statua di Sansone che uccide i Filistei, oggi presso il Victoria and Albert Museum di Londra.